# اوبرکور
اوبرکور (به فرانسوی: Aubercourt) یک کمون در فرانسه است که در سم (فرانسه) واقع شده‌است. اوبرکور ۳٫۸ کیلومتر مربع مساحت دارد ۵۲ متر بالاتر از سطح دریا واقع شده‌است.